# Beatrix Potters underbara sagovärld
Beatrix Potters underbara sagovärld (även kallad Pelle Kanin och hans vänner, engelska: The World of Peter Rabbit and Friends) är en brittisk animerad TV-serie som sändes mellan 1992 och 1998. Serien är baserad på Beatrix Potters verk, 14 berättelser adapterades till nio avsnitt. Varje avsnitt börjar med en icke-animerad inledning där skådespelaren Niamh Cusack porträtterar Beatrix Potter.

## Svenska röster
- Beatrix Potter/Rebecka Vanka/Karolina Knorr - Annelie Berg
- Pelle Kanin (ung) - ?
- Benjamin Kanin (ung) - ?
- Fru Josefin Kanin/Fru Tusentagg/Blanka Vanka/Kusin Miranda/Tant Tryffel/Fru Pettimeter/Musidora - Annica Smedius
- Herr Karlsson/Franka Vanka/Skräddaren/Teodor/Isac Newton - Per Sandborgh
- Fru Karlsson/Katinka Kattun/Kockan - Irene Lindh
- Rödhake/Moses Metare/Sam Snickare/Skräddarmusen/Lillebror Gris/Johnny Stadsmus - Andreas Nilsson
- Herr Skutter/Räven Tod/Tommy Grävling - Tommy Nilsson
- Simson/Alexander/Kusken/Herr Padda/Räven Tod/Timmy Willie - Steve Kratz
- Lisa - Eleonor Telcs-Lundberg
- Tom Titten - Nick Atkinson
- Seth/Polisman/Bonden - Johan Hedenberg
- Mårten Morrhår/Benjamin Kanin (vuxen) - Hans Lindgren
- Maria Morrhår - Eva Bysing
- Flopsy (vuxen) - Maria Rydberg
- Tom Tumme - Charlie Elvegård
- Pelle Kanin - Kim Sulocki
- Herr Skutter (gammal) - Nils Eklund
- Flopsy (ung)/Moppa - ?
- Mopsy/Britten - Therese Reuterswärd
- Ulltott - ?
- Flicka - Annika Rynger

## Avsnitt
1. Sagan om två busiga möss och Stefan Stadsmus[1]
2. Sagan om skräddaren, katten och mössen[2]
3. Sagan om Pelle Kanin och Benjamin Kanin[3]
4. Sagan om Lillebror Gris[4]
5. Sagan om herr Räv[5]
6. Sagan om Flopsys ungar och fru Muslina[6]
7. Sagan om Tom Titten och Blanka Vanka[7]
8. Sagan om fru Tusentagg och Moses Metare[8]
9. Sagan om Mårten Morrhår[9]